# Унъёгартсоим
Унъёгартсоим (устар. Ун-Егарт-Соим) — река в Шурышкарском районе Ямало-Ненецкого АО. Устье реки находится на 19-м км правого берега реки Артемьванью. Длина реки 13 км.
Крупный правый приток — Айёгартсоим — менее километра от устья.

## Данные водного реестра
По данным государственного водного реестра России относится к Нижнеобскому бассейновому округу, водохозяйственный участок реки — Обь от впадения реки Северная Сосьва до города Салехард, речной подбассейн реки — бассейны притоков Оби ниже впадения Северной Сосьвы. Речной бассейн реки — (Нижняя) Обь от впадения Иртыша.